# بن عبو محمد
محمد بن عبو (من مواليد 1 يناير 1963 ببلدية واريزان ولاية غليزان)، هو لاعب كرة قدم دولي جزائري، نشط مع المنتخب العسكري.

## تاريخ
لعب محمد بن عبو مع المنتخب الوطني العسكري 1983 ولعب بعد ذلك مباشرة مع فريق سريع غليزان وحقق معه الصعود للقسم الأول ونشط معه 1990/1985 .لعب مع المنتخب الوطني سنة 1989  للتحضير لنهائيات كأس العالم 1990 بإيطاليا .

## إنجازات
- حقق لقب هداف البطولة الوطنية للدقسم الأول لمرتين أولها لموسم 1987/1986 بـ 19 هدف و المرة الثانية بـ 17 هدف لموسم 1989/1990 .
- إحتلال المرتبة الثالثة في البطولة الوطنية لموسم 1989/1988 .
- المشاركة الإفريقية أمام النادي الإفريقي التونسي والذي خسر أمامه ذهابا إيابا لموسم 1990/1989.
- الإحتراف مع فريق بلجيكي ينشط في القسم الثاني .